# Pycreus longivaginans
Pycreus longivaginans är en halvgräsart som först beskrevs av Georg Kükenthal, och fick sitt nu gällande namn av Henri Chermezon. Pycreus longivaginans ingår i släktet Pycreus och familjen halvgräs. Inga underarter finns listade i Catalogue of Life.